# Christus König (Wilhelmshaven)

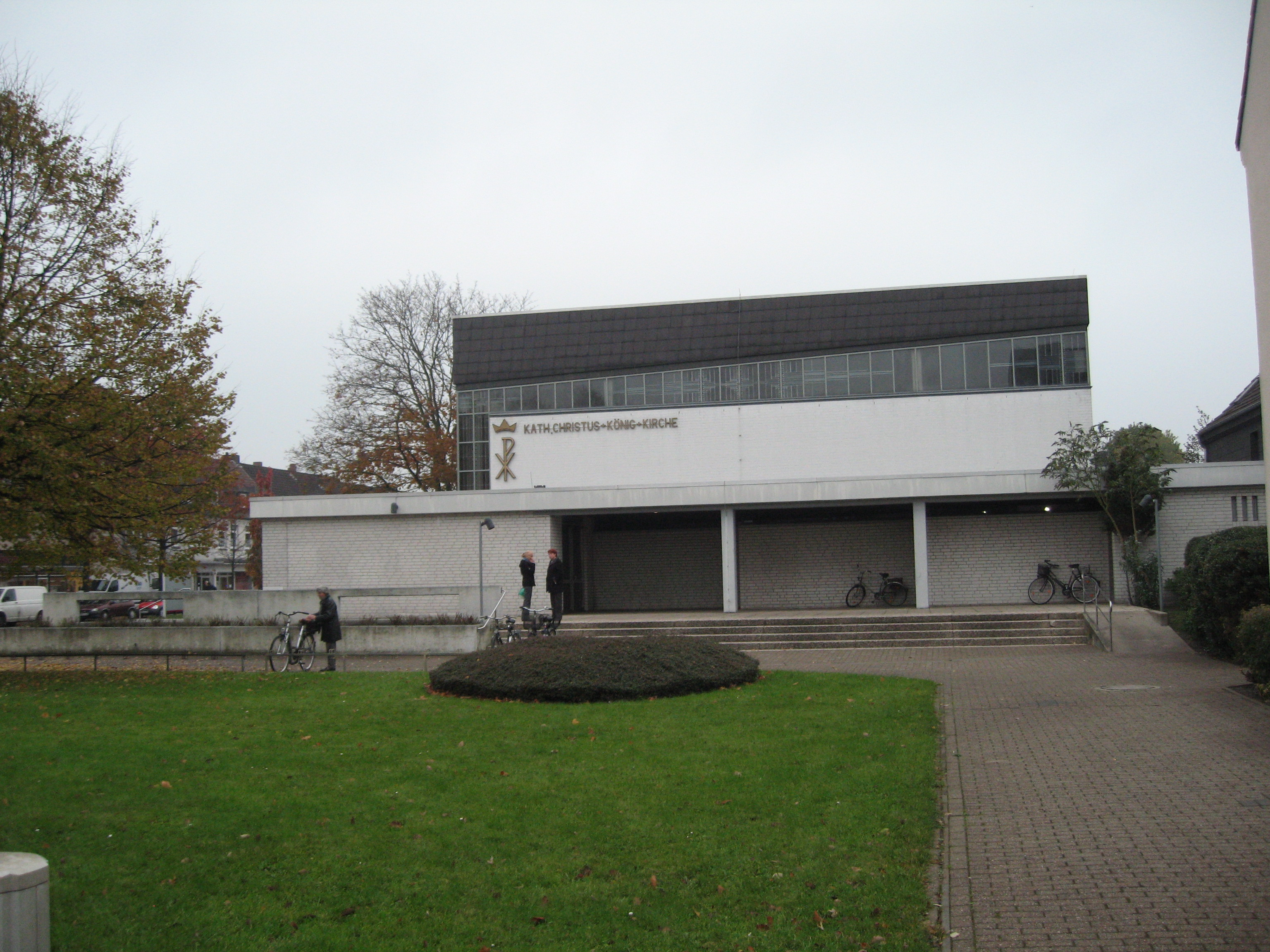
Christus König in Wilhelmshaven

Christus König ist eine katholische Kirche in Wilhelmshaven an der Posener Straße im Stadtteil Fedderwardergroden.

## Geschichte
Das Gebiet Fedderwardergroden wurde 1938 in die Stadt Wilhelmshaven eingemeindet. Hier sollte für dienstverpflichtete Werftarbeiter eine nach nationalsozialistischen Vorstellungen geplante Großsiedlung entstehen. Obwohl sich infolge des Zweiten Weltkriegs der Baufortschritt verzögerte, wurden bis Kriegsende rund 3.000 Wohnungen fertiggestellt. Die dort wohnenden Katholiken gehörten zunächst zum Pfarrbezirk Jever. Ab 1938 wurde ihre Betreuung dem Pfarrer von St. Willehad übertragen. Der Bau einer Kirche war allerdings in den staatlichen Planungen nicht vorgesehen.
1945 wurden die Gottesdienste zunächst in einem als Notkapelle eingerichteten ehemaligen HJ-Heim gehalten. Sie wurde 1946 unter dem Titel Christus König geweiht. Danach zog man in einen als Notkirche errichteten Raum um, bis schließlich 1969–1970 die heutige Kirche gebaut wurde. Der Entwurf für den schlichten, quadratischen Kalksandsteinbau stammt von dem Architekten Gerd Rohling aus Cloppenburg. Die Konsekration erfolgte am 25. Oktober 1970 durch den damaligen Bischof von Münster, Heinrich Tenhumberg.
Christus König hat eine 1959 von Alfred Führer gebaute Orgel.
Bereits zum 1. Januar 1966 erfolgte die Abpfarrung von der Mutterkirche St. Willehad. 2008 wurden alle katholischen Kirchengemeinden in Wilhelmshaven, Sande und Schortens-Roffhausen zur neuen Kirchengemeinde St. Willehad zusammengelegt.